# União Desportiva do Songo
União Desportiva do Songo (anteriormente Grupo Desportivo da Hidroeléctrica de Cahora Bassa de Songo) é uma agremiação de futebol moçambicana baseada na vila de Songo, no distrito de Cahora-Bassa, província de Tete, Moçambique.
O clube disputa os seus encontros no campo da Hidroeléctrica de Cahora Bassa (também chamado de Estádio 27 de Novembro)  que possui capacidade para receber 2000 espectadores.
O Grupo Desportivo da Hidroeléctrica de Cahora Bassa de Songo foi fundado em 1982, tendo conquistado o acesso à edição de 2009 da divisão principal do futebol moçambicano, o Moçambola.
Em 2015, num assembleia-geral realizada a 9 de Dezembro, os sócios decidiram mudar o nome da colectividade para União Desportiva do Songo.
Em termos de palmarés destaca-se a conquista do título de Campeão Nacional em 2017, 2018 e 2022; vencedor da Taça de Moçambique de Futebol em 2016 e 2019; e do 2.º lugar em 2016 e a 3.ª posição, por duas ocasiões (2011 e 2013).
O presidente do clube é Francisco Xavier dos Santos  e, desde Junho de 2021, o treinador é Srdjan Zivojnov.

## Elenco atual
Legenda
- : Capitão
- Jogador Lesionado